# ダッフィー&フレンズのワンダフル・フレンドシップ
『ダッフィー&フレンズのワンダフル・フレンドシップ』 (Duffy & Friends Wonderful Friendship) とは、東京ディズニーシーで開催されているショー。

## 概要
ケープコッド･クックオフで開催されていた『マイ・フレンド・ダッフィー』が2020年2月29日に終演となり、その後を継いで、2023年7月4日より公演開始した。
公演場所ケープコッド･クックオフ（提供：日本コカ・コーラ株式会社）
公演時間約20分
公演回数1回
公演期間
- 2023年7月4日〜

## キャラクター
- ダッフィー
- シェリーメイ
- ジェラトーニ
- ステラ・ルー
- クッキー・アン
- オル・メル
- リーナ・ベル